# Intoxicação por opioides
Uma intoxicação por opioides ou overdose por opioides refere-se à toxicidade do consumo excessivo de opioides. Exemplos de opioides incluem codeína, morfina, oxicodona, heroína, fentanil, tramadol e metadona. Os sintomas da intoxicação incluem dispneia, pupilas diminuídas e perda de consciência. O início dos sintomas depende da rota de administração (por exemplo, oral ou intravenosa). As pessoas que sobrevivem a uma overdose de opioides podem ter sequelas, como rabdomiólise, edema pulmonar, síndrome compartimental e dano cerebral permanente.
Fatores de risco para uma overdose por opioides incluem dependência de opioides, uso intravenoso, uso de dosagens altas, comorbidades mentais, e uso concomitante de opioides com álcool, benzodiazepinas e/oucocaína. O risco de overdose é particularmente alto após uma desintoxicação, devido à diminuição do limiar de tolerância. A dependência de opioides prescritos pode ocorrer através do uso para tratar dor crônica. O diagnóstico de uma overdose por opioides é baseado em sintomas e exames.
O tratamento inicial envolve reforçar a respiração da pessoa por meio do fornecimento de oxigênio. A naloxona é recomendada para aqueles que não estão respirando, a fim de reverter os efeitos do opioide. A aplicação de naloxona via nasal ou como injeção intramuscular parecem ser igualmente eficazes. Os esforços para prevenir mortes por overdose incluem melhorar o acesso à naloxona e ao tratamento para dependência de opioides.
Os transtornos causados pelo uso de opioides resultaram em 122.000 mortes em todo o mundo em 2015, em comparação com 18.000 mortes em 1990. Em 2017, nos Estados Unidos, mais de 49.000 mortes por overdose envolveram opioides. Destes, cerca de 20.000 envolveram opioides prescritos e 16.000 envolveram heroína. Em 2017, as mortes por opioides representaram mais de 65% de todas as mortes por overdose nos Estados Unidos. Acredita-se que a epidemia de opioides nos Estados Unidos seja causada, em parte, pelas garantias da indústria farmacêutica na década de 1990 de que os opioides prescritos eram seguros.

## Sinais e sintomas
Devido ao seu efeito na parte do cérebro que regula a respiração, os opioides podem fazer com que uma pessoa respire lentamente ou pare de respirar durante uma overdose e, portanto, pode resultar em morte se não for tratada. Os sinais e sintomas de overdose de opioides podem ser referidos como a "tríade da overdose de opiáceos" : diminuição do nível de consciência, pupilas minúsculas e depressão respiratória. Outros sintomas incluem convulsões e espasmos musculares. Às vezes, uma overdose de opiáceos pode levar a um nível de consciência tão reduzido que a pessoa não acorda. 
A falta prolongada de oxigenação causada pela depressão respiratória também pode levar a danos prejudiciais ao cérebro e à medula espinhal e pode deixar a pessoa incapaz de andar ou funcionar normalmente, mesmo se o tratamento com naloxona for administrado. 
O álcool também causa depressão respiratória e, portanto, quando tomado com opioides, aumenta o risco de depressão respiratória e morte.
Em crianças pequenas, a sobredosagem de opioides pode não ser aparente imediatamente. Isso se deve às diferenças de absorção, distribuição e metabolismo entre crianças pequenas e adultos e à maior quantidade de ingestão de opioides por quilograma de peso corporal.

## Causa

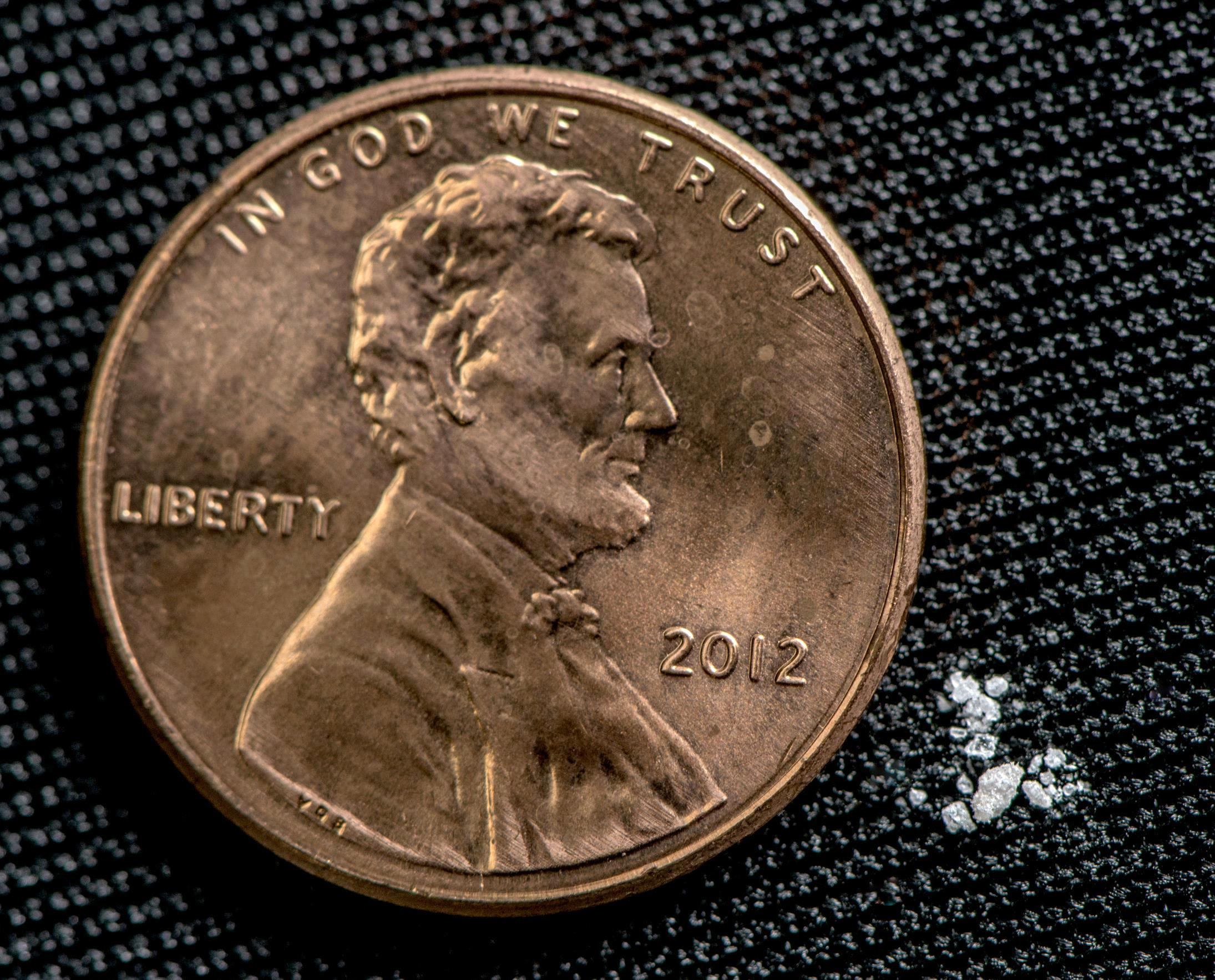
2mg de fentanil ao lado de uma moeda, uma dose letal na maioria das pessoas

Os fatores de risco para overdose de opioides incluem dependência de opioides, injeção de opioides, uso de altas doses de opioides e uso conjunto com álcool, benzodiazepínicos ou cocaína. O risco é particularmente alto após a desintoxicação. A dependência de opioides prescritos pode ocorrer devido ao seu uso para tratar a dor crônica. Em crianças pequenas, uma overdose geralmente é causada por opioides destinados aos pais, irmãos mais velhos ou avós. Em mães que tomam codeína durante a amamentação, ocorreram sobredosagens de opioides em seus bebês. A codeína, portanto, não é recomendada para quem está amamentando. 

### Uso concomitante
Overdoses de opioides são frequentemente associadas a benzodiazepínicos ou ao uso de álcool. Outros depressores do SNC, relaxantes musculares, analgésicos, anticonvulsivantes, ansiolíticos, drogas de tratamento de uma variedade psicoativa ou epiléptica ou qualquer outra droga com função ativa destinada a acalmar ou mitigar a sinalização neuronal (barbitúricos, etc.) podem agravar a condição, tornando menor a probabilidade de recuperação. Isso inclui drogas que causam desaceleração do metabolismo, como o GABAérgicos GHB ou os antagonistas glutamatérgicos como PCP ou cetamina . 

### Fatores de risco
Os opioides são metabolizados pelo fígado antes de serem excretados na urina e cada opioide pode ser metabolizado por diferentes enzimas do citocromo P450 (CYP). Os polimorfismos na superfamília de genes CYP variam de indivíduo para indivíduo e podem ser responsáveis por diferenças na resposta terapêutica aos medicamentos. Essa biotransformação de opioides pelo fígado pode levar à inativação ou ativação da droga. Por exemplo, a metadona é convertida principalmente pela enzima CYP3A4 do fígado em um metabólito inativo. Em contraste, a codeína é um pró-fármaco inicialmente inativo que é metabolizado pelo CYP2D6 para sua forma ativa, a morfina, para assim exercer seus efeitos analgésicos. Um indivíduo que tem um fenótipo de metabolizador fraco de CYP2D6 pode apresentar efeitos analgésicos fracos com codeína, enquanto alguém que tem o fenótipo de metabolizador ultrarrápido experimentaria efeitos colaterais maiores. 

## Mecanismo
Danos cerebrais permanentes podem ocorrer devido à hipóxia cerebral ou neurotoxicidade induzida por opioides. Os opioides inibem os quimiorreceptores da medula através dos receptores opioides mu e delta. Os opioides ligam-se a receptores que fazem parte do sistema opioide endógeno, bem como a outros sistemas neurotransmissores nervosos centrais, ligando-se a neurotransmissores excitatórios como dopamina ou glutamato, ou neurotransmissores inibidores como GABA. O principal quimiorreceptor excitatório, o glutamato, e o principal quimiorreceptor inibitório, o GABA, são os principais neurotransmissores que controlam a respiração. Por causa de suas consequências fatais, a depressão respiratória induzida por opioides é um dos principais fatores limitantes de seus efeitos analgésicos. Os opioides são metabolizados diferentemente entre os indivíduos. A taxa de metabolismo dos opiáceos varia devido a fatores genéticos, e a outros fatores, como a tolerância aos opiáceos.

## Prevenção
As overdoses de opioides podem frequentemente ser evitadas. Protocolos claros para equipes em departamentos de emergência e centros de atendimento de urgência podem reduzir as prescrições de opioides para indivíduos que se apresentam nesses ambientes e que se envolvem em comportamentos de busca de drogas ou que têm um histórico de abuso de substâncias. Os comportamentos de busca de drogas incluem, mas não estão limitados a, obsessividade ou impaciência quando se trata de obter medicamentos, buscar vários medicamentos adjuvantes à dor e apresentação fisiológica inconsistente. Um programa de monitoramento de prescrição pode ajudar a determinar se um indivíduo está recebendo altas doses de opioides ou combinações de medicamentos, como benzodiazepínicos e opioides, que os colocam em alto risco.  Uma quantidade limitada de evidências sugere que a terapia com opioides com formulações de liberação prolongada ou de ação prolongada pode aumentar o risco de uma sobredosagem não intencional em comparação com os agentes de ação mais curta. Recomenda-se a triagem de rotina usando ferramentas como o CAGE-AID e o Teste de Triagem do Abuso de Drogas (DAST-10) em adultos e o CRAFFT em pessoas de 14 a 18 anos.  Outros comportamentos de “busca de drogas” e indicações físicas de uso de drogas devem ser usados como pistas para a realização de exames formais.  
Existem vários tratamentos assistidos por medicamentos disponíveis para pessoas com transtorno de uso de opioides ou dependência de opioides, que apresentam maior risco de overdose de opioides. A seleção do tratamento depende de vários fatores, como preferência da pessoa, acessibilidade e histórico de tratamento.  Exemplos de tratamentos assistidos por medicação são buprenorfina (com ou sem naloxona), naltrexona e metadona. Grupos de apoio de pares têm evidências provisórias de benefício.  Existem também algumas evidências que indicam benefícios na educação em overdose com base na comunidade e em programas de distribuição de naloxona. A buprenorfina e a metadona podem ajudar a diminuir o desejo por drogas.  A combinação de tratamentos farmacológicos com terapia comportamental, como grupos de suporte ou recuperação, pode aumentar a probabilidade de superar o vício e reduzir o risco de uma overdose de opioides. 
Indivíduos com diagnóstico de dependência de opioides devem receber naloxona para evitar sobredosagem e devem ser direcionados a uma das opções de tratamento disponíveis, como programas de troca de agulhas e centros de tratamento. A prescrição de naloxona também é recomendada quando fatores de risco para overdose de opioides estão presentes, como histórico de overdose, transtorno de uso de substâncias ou doses mais altas de opioides. Uma breve entrevista motivacional também pode ser realizada e demonstrou melhorar a motivação das pessoas para mudar seu comportamento. Apesar dessas oportunidades, a disseminação de intervenções de prevenção nos Estados Unidos tem sido dificultada pela falta de coordenação e pela resposta lenta do governo federal.  
Nos Estados Unidos, 49 estados e o Distrito de Columbia expandiram o acesso à naloxona em nível de farmácia por meio de pedido permanente, pedido de protocolo, contrato de prática colaborativa específico para naloxona ou autoridade prescritiva farmacêutica.
A Administração de Abuso de Substâncias e Serviços de Saúde Mental (EUA) organiza uma comemoração anual de saúde conhecida como Semana Nacional de Prevenção. A cada terceira semana de maio, eles incentivam as comunidades de todo o país a se unirem para compartilhar histórias positivas sobre saúde mental e comportamental e a importância da implementação de métodos de prevenção. Eles também patrocinam o mês de recuperação todo mês de setembro. O Mês da Recuperação tem como objetivo sensibilizar para os transtornos mentais e uso de substâncias e homenagear os indivíduos que se recuperam, promovendo a mensagem positiva de que a prevenção funciona e que o tratamento é eficaz.
O Dia Internacional de Conscientização sobre a Overdose é em 31 de agosto para lembrar aqueles que perderam suas vidas por overdose, a fim de diminuir o estigma das mortes relacionadas com as drogas e para promover a prevenção da overdose.

## Tratamento
Em pessoas que vivenciaram overdose por opioides, o suporte básico de vida e a naloxona são recomendados o mais rápido possível. A naloxona é eficaz na reversão da causa, e não apenas dos sintomas, de uma overdose de opioides. Em comparação com os adultos, as crianças geralmente precisam de doses maiores de naloxona por quilograma de peso corporal.
Programas para fornecer naloxona aos usuários de drogas e seus cuidadores são recomendados. Nos Estados Unidos, em 2014, mais de 25.000 overdoses foram revertidas. Programas de treinamento de policiais e bombeiros na resposta à overdose de opioides com naloxona também se mostraram promissores. Programas foram desenvolvidos em cidades, como São Francisco, para aumentar a conscientização da comunidade e o engajamento na prevenção da overdose de opioides.

## Epidemiologia
Em 2016, a Organização Mundial da Saúde estima que 34 milhões de pessoas usaram opioides e 19 milhões usaram opiáceos. Destes, cerca de 27 milhões de pessoas tinham dependência de opiáceos, com a maioria – mas um número decrescente – consumindo heroína.  Em 2015, 118.000 pessoas morreram de transtornos de uso de opioides, causando quase um terço de todas as mortes relacionadas com drogas. 